# The Little Colonel
The Little Colonel (prt: Shirley, a Mascote do Regimento; bra: A Mascote do Regimento) é um filme americano de 1935, uma comédia dramática dirigida por David Butler, com roteiro de William Conselman baseado no romance The Little Colonel, de Annie Fellows Johnston, publicado em 1895.